# Scorzonera hispanica
Scorsonère, Scorsonère d'Espagne, Salsifis noir
Pour les articles homonymes, voir Salsifis (homonymie).
Espèce
La scorsonère d'Espagne (Scorzonera hispanica), est une espèce de plante à fleurs de la famille des Astéracées originaire d'Europe. Cultivée industriellement pour sa racine comestible, consommée comme légume, il est appelé couramment salsifis. Il ne faut pas le confondre toutefois avec le salsifis cultivé d'antan (Tragopogon porrifolius), devenu rare dans les potagers.

## Dénominations
Nom scientifique : Scorzonera hispanica L.
Noms vulgaires recommandés ou typiques : scorsonère,,, scorsonère d'Espagne (anciennement orthographié scorzonère d'Espagne,), salsifis noir,.
Noms vernaculaires occasionnels ou régionaux : asperge d'hiver, salsifis d'Espagne, salsifis d'été.
Nom commercial : sur les marchés, la racine est simplement appelée salsifis.
En anglais, l'espèce est nommée entre autres black salsify (salsifis noir).

## Description
Plante vivace herbacée, à racine pivotante charnue de couleur noire.
Les fleurs sont groupées en capitules jaune vif, solitaires, à l'extrémité des tiges. 

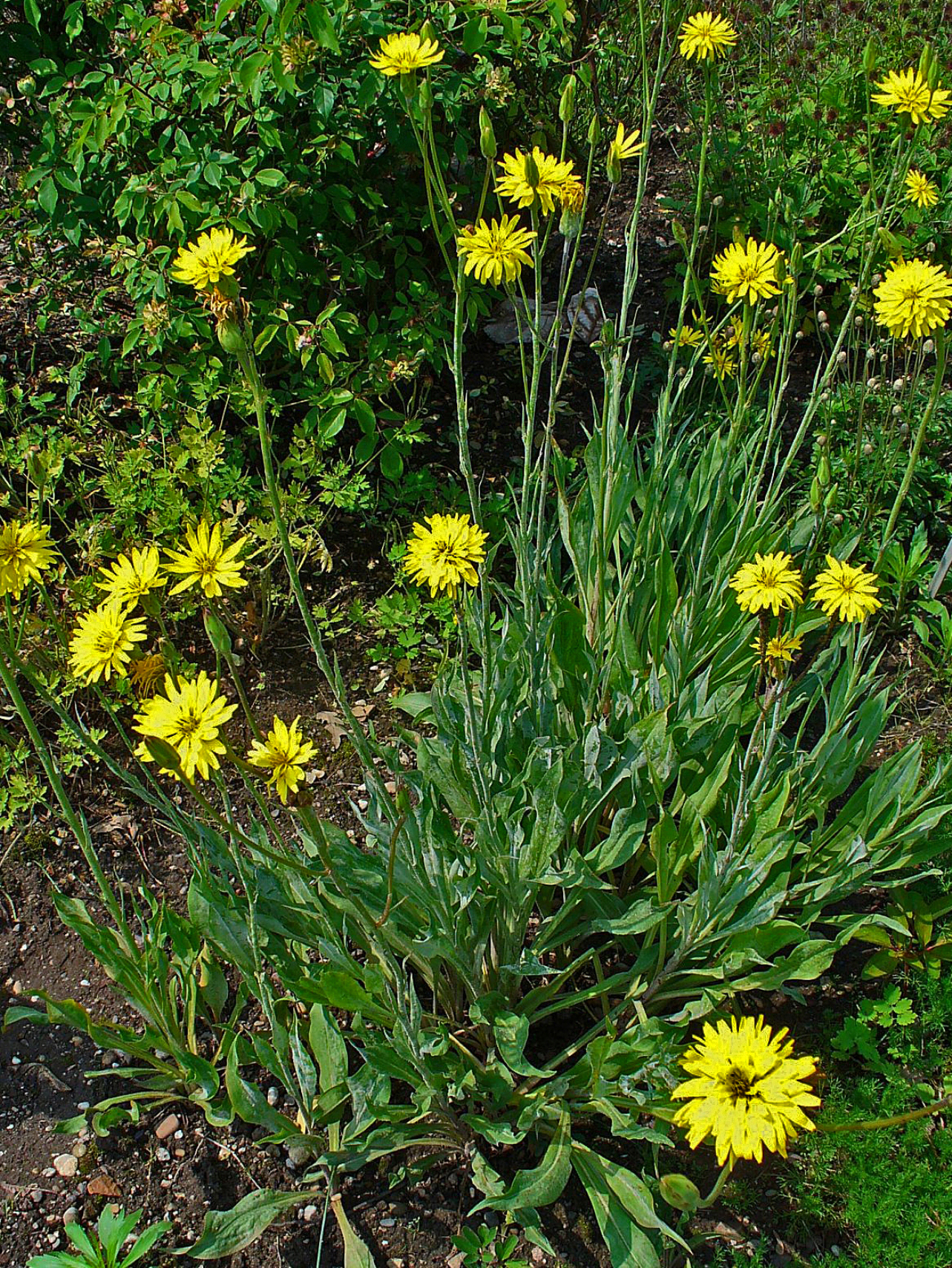
Plants de Scorsonère d'Espagne.
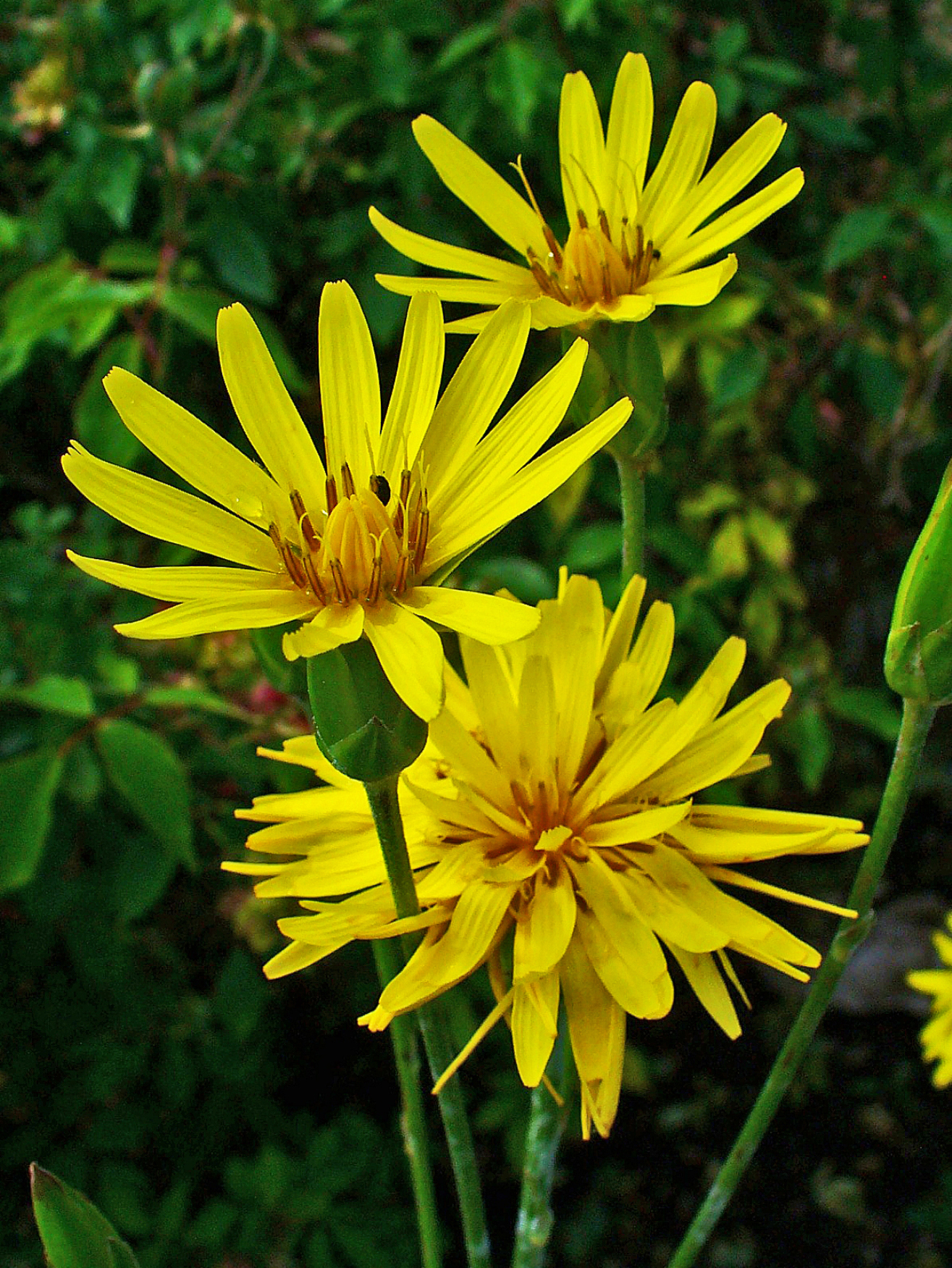
Capitules.
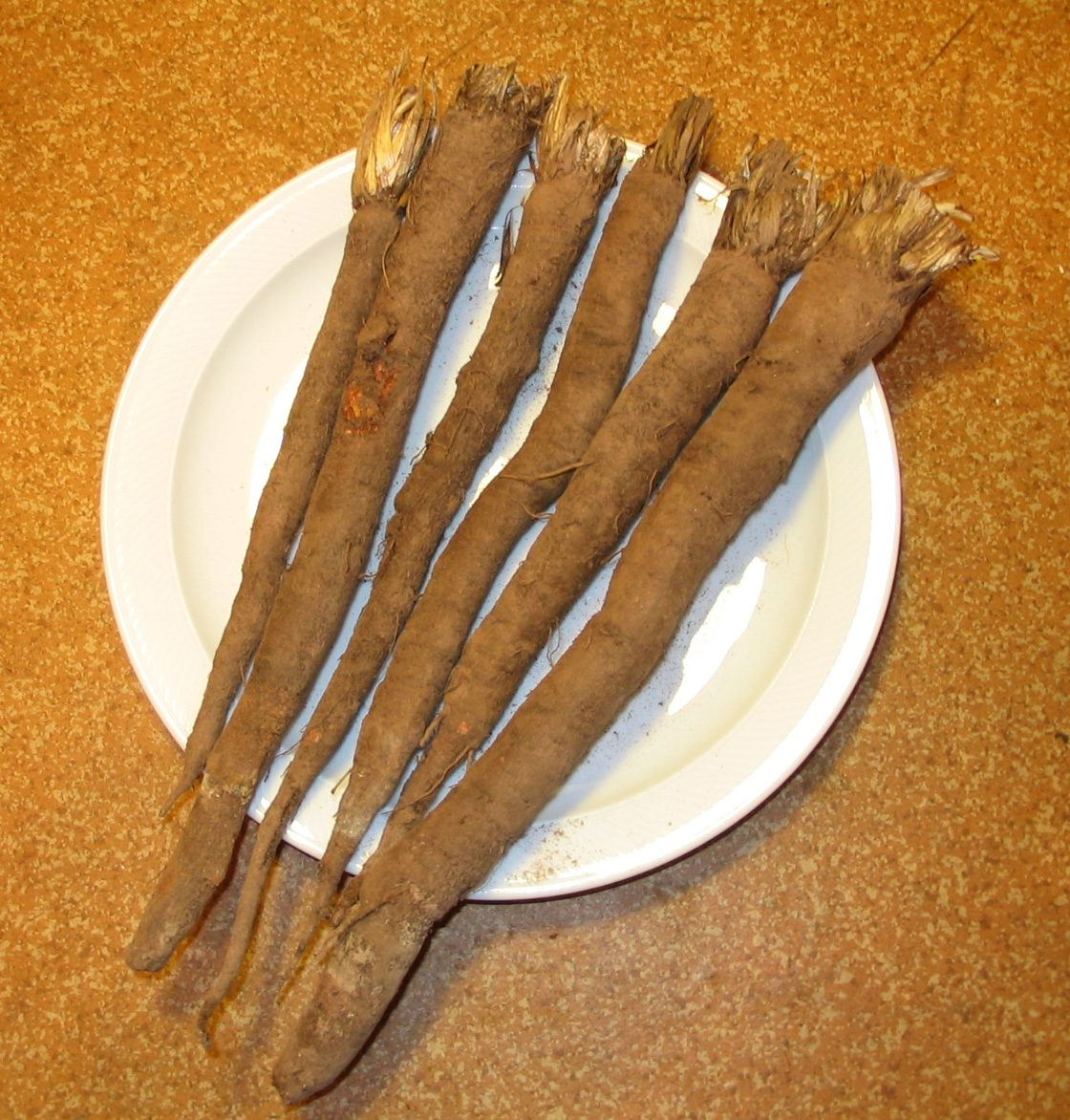
Racines.

## Utilisation
Autrefois utilisée pour la préparation d'une boisson rafraichissante qu'on vendait dans les rues.
Comme son nom l’indique, c’est un légume d’Europe du sud. Il est admis que les Celtes et les Germains le cultivaient déjà, et il entrait dans les remèdes contre la peste bubonique et les morsures de serpent jusqu’au XIVe siècle. Son nom, en ancien français, « scorzon », signifie « serpent ». À partir de 1660, les Italiens, les Français et quelque temps après, les Belges, ont commencé à le cultiver comme légume, en plein champ.

### Consommation

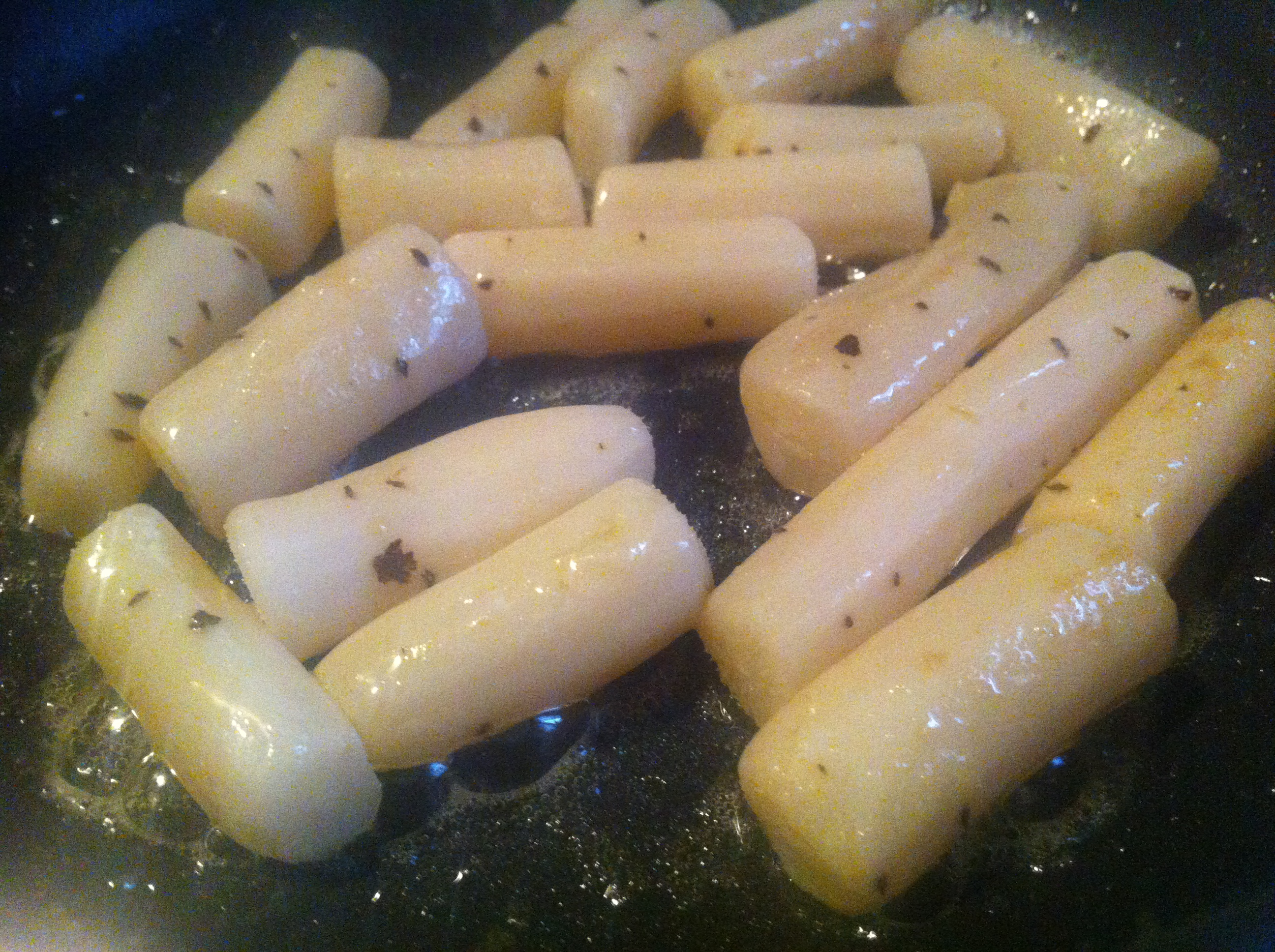
Racines de scorsonères cuites.

La racine de scorsonère est très nutritive : entre autres, protéines, graisses, minéraux (calcium, potassium, phosphore, fer, sodium) et vitamines A, B1, C et E.
En outre, elle est utilisable comme repas pour les diabétiques car elle ne contient pas de l'amidon mais de l'inuline.
Pour le consommer, il faut l’éplucher, avant ou après la cuisson. Comme le salsifis, le scorsonère noircit après l’épluchage à cru, il convient donc de l'arroser de vinaigre ou de jus de citron. En outre, dans la mesure où il contient un latex assez désagréable à la manipulation, car très collant, il est plus souvent recommandé de ne le peler qu’après la cuisson, dans l’eau bouillante, pendant 20 à 30 min.
Une fois pelé, le scorsonère peut se manger tel quel, ou repassé à la poêle, ou à la friture.

## Liste des sous-espèces
Selon Catalogue of Life (23 mars 2013) :
- sous-espèce Scorzonera hispanica subsp. asphodeloides
- sous-espèce Scorzonera hispanica subsp. coronopifolia
- sous-espèce Scorzonera hispanica subsp. crispatula
- sous-espèce Scorzonera hispanica subsp. hispanica
- sous-espèce Scorzonera hispanica subsp. neapolitana
- sous-espèce Scorzonera hispanica subsp. trachysperma (Fiori) Maire & Weiller

Selon NCBI (23 mars 2013) :
- sous-espèce Scorzonera hispanica subsp. crispatula

### Liste des variétés
Selon Tropicos (23 mars 2013) (Attention liste brute contenant possiblement des synonymes) :
- variété Scorzonera hispanica var. glastifolia (Willd.) Wallr.
- variété Scorzonera hispanica var. latifolia Koch
- variété Scorzonera hispanica var. strictiformis Domin